# Альтос Орнос де Біская

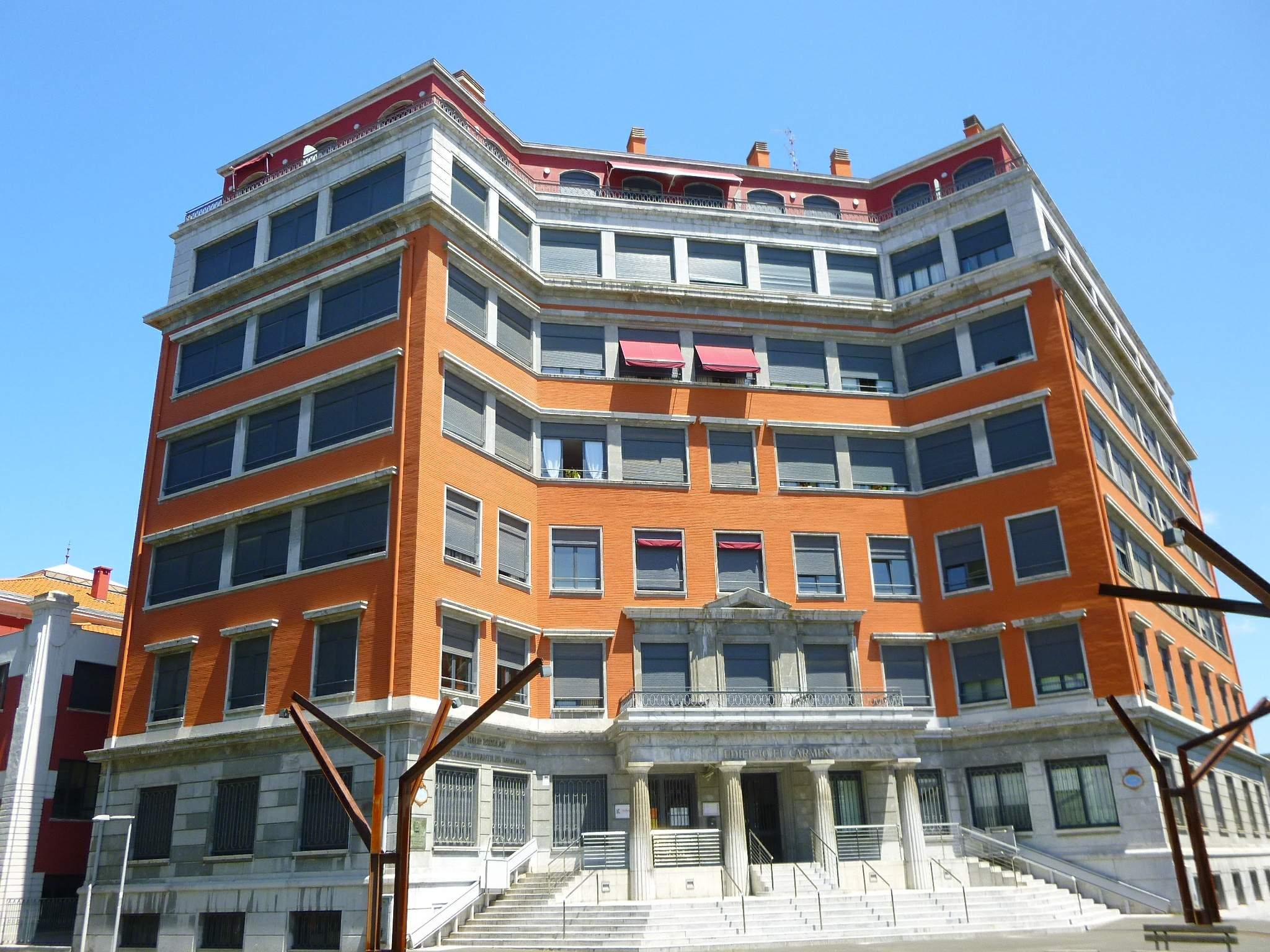
Будинок, у якому розташовувався головний офіс компанії.

«Альтос-Орнос-де-Біская» (ісп. Altos Hornos de Vizcaya — дослівно «Доменні печі Біскаї»)  — колишня приватна металургійна компанія (концерн) у Іспанії, з головним офісом у Більбао, столиці Біскаї. Була заснована 1902 року. Протягом більшої частини 20 століття була найбільшою металургійною компанією країни. Володіла трьома металургійними заводами і супутніми їм підприємствами чорної металургії. У другій половині 1950-х років на частку компанії припадало 50 % виробництва чорних металів в Іспанії. У другій половині 1980-х років продовжувала грати головну роль в чорній металургії Іспанії поряд з державними металургійними компаніями «Енсідеса» і «Альтос-Орнос-дель-Медітерранео». 1997 року об'єдналась з компанією «Енсідеса» з утворенням компанії «Aceralia», що на початку 2000-х років стала частиною металургійної компанії «Arcelor».

## Історія

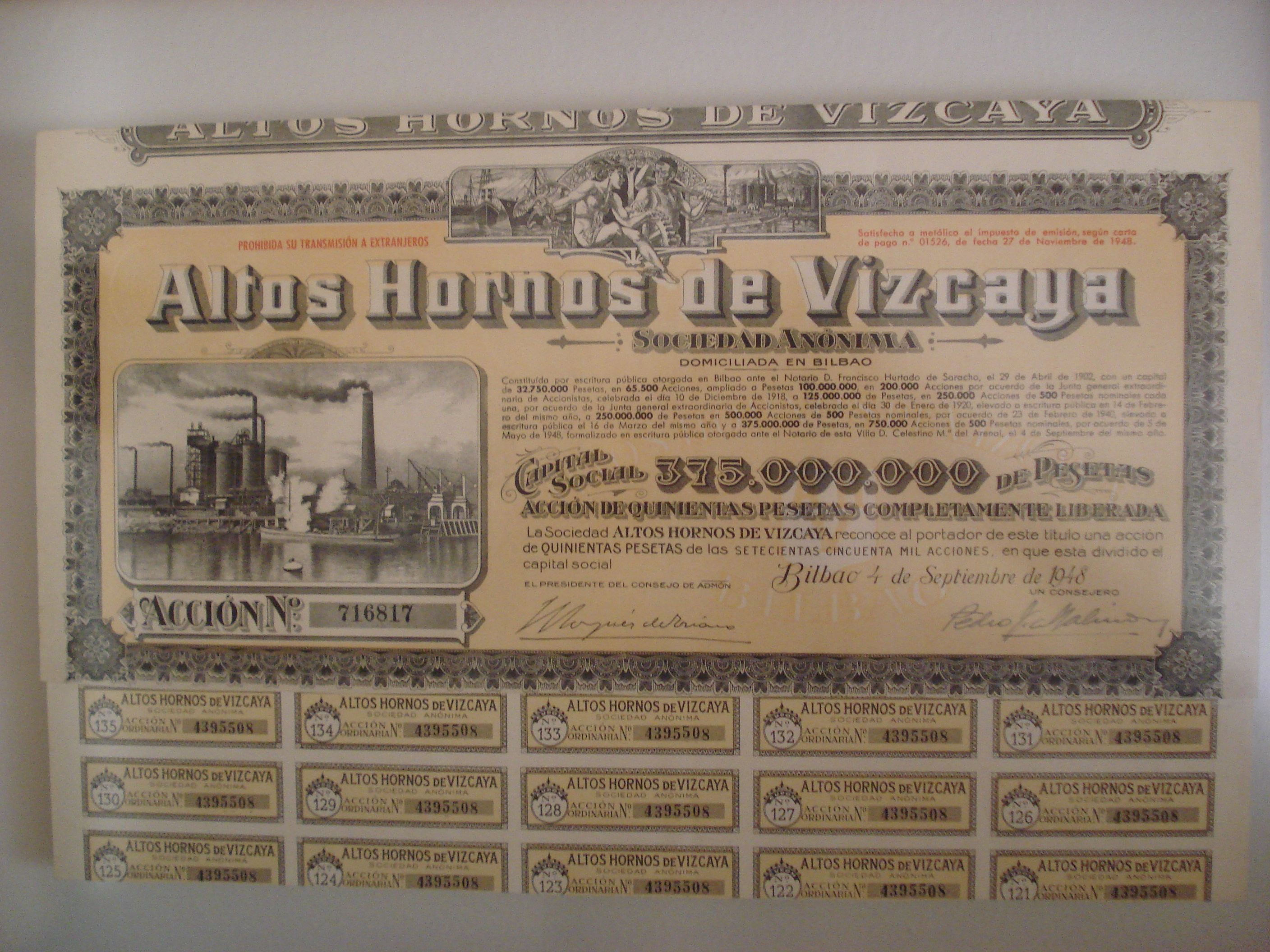
Акція компанії « Альтос-Орнос-де-Біская» 1948 року.

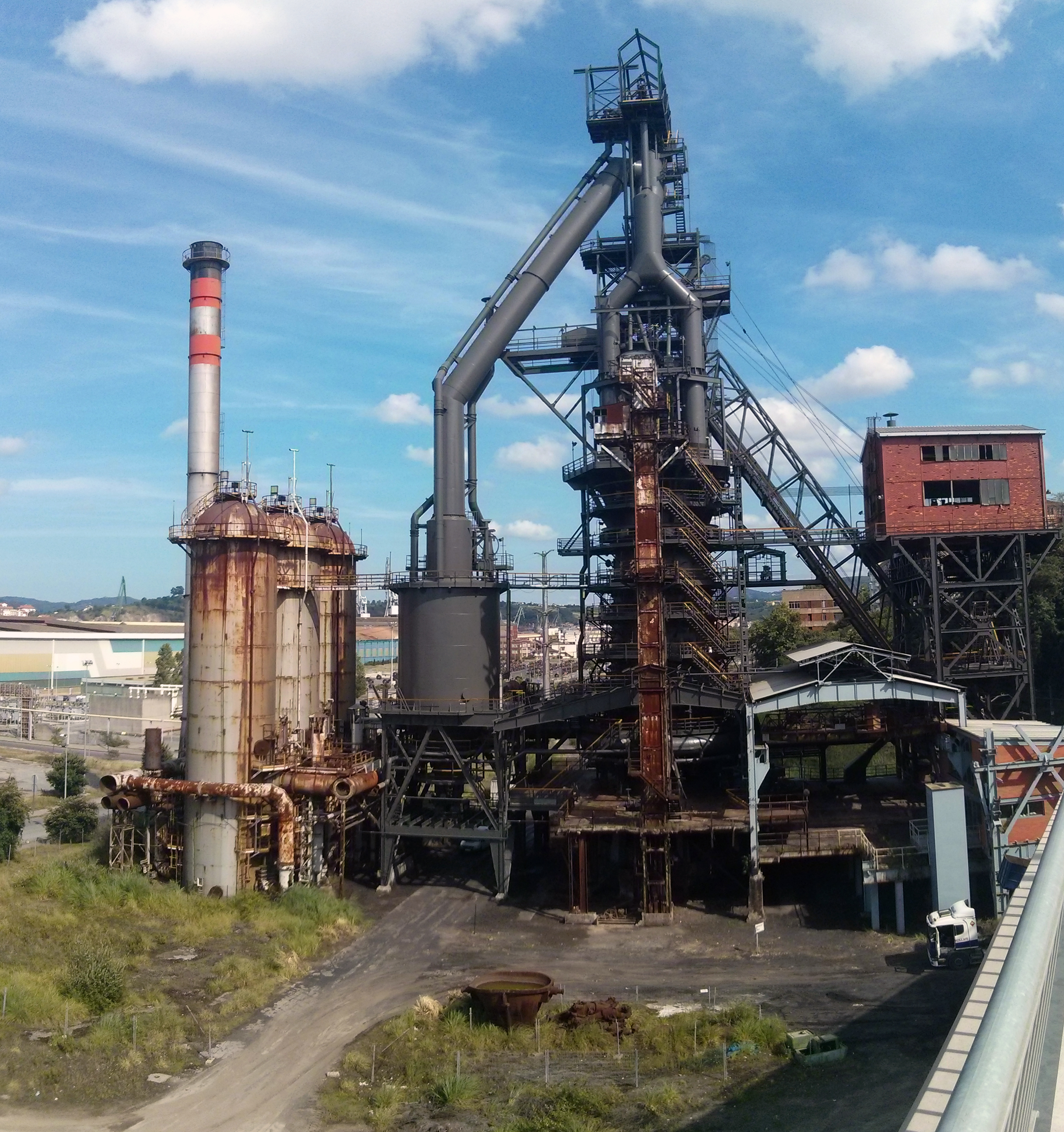
Виведена з експлуатації доменна піч на заводі компанії у місті Сестао. Залишена як пам'ятник промисловості.

Компанію було засновано 29 квітня 1902 року об'єднанням трьох вже існувавших компаній: Металургійного і будівного товариства Біская (Sociedad Anónima de Metalurgia y Construcciones Vizcaya), Товариства доменних печей і залізоробних та сталеварних заводів Більбао (Sociedad de Altos Hornos y Fábricas de Hierro y Acero de Bilbao) і товариства «Іберія» (Compañía Anónima Iberia). Початковий капітал компанії становив понад 32 млн песет, в ній було об'єднано видобуток руди, виплавку чавуну і сталі.
У квітні 1959 року у місті Басаурі було введено в дію перший в Іспанії стан холодної прокатки, яким спільно володіли компанії «Альтос-Орнос-де-Бискайя» і «Басконія». Потужність стану становила 120 тис. т. прокату на рік.
В першій половині 1960-х років компанія виробляла 35 % чавуну, сталі й прокату Іспанії. Все виробництво було сконцентровано на трьох заводах з повним виробничим циклом — у містах Баракальдо, Сестао і Сагунто. Власні копальні, шахти, електростанції давали компанії 400 тис. т залізної руди, 700 тис. т вугілля, 320 млн. кВт/год (на початку 1960-х років — 200 млн кВт/год) електроенергії щороку. Морські перевезення здійснювалися власним флотом з 8 кораблів вантажопідйомністтю по 55 тис. т. Інтереси компанії простягалися й на суміжні галузі — хімію, машинобудування, видобувну промисловість. Компанія володіла всіма або більшістю акцій 50 підприємств.
У 1970-х роках 26 % компанії належало американській компанії «Юнайтед стіл корп.».
1987 року на металургійному заводі компанії у місті Сестао працювало 8000 осіб. Загалом опосередковано завод забезпечував зайнятість 50000 осіб. В цей час на заводі провадився процес докорінної модернізації та реконструкції. При цьому на заходи з охорони навколишнього середовища було відведено 8,8 млрд песет (13 % всіх капіталовкладень у реконструкцію заводу).